# Campeonato Africano de Atletismo de 2012 - Revezamento 4x400 m feminino
A prova dos 4 x 400 metros estafetas feminino do Campeonato Africano de Atletismo de 2012 foi disputada no dia 1 de julho de 2012 no Estádio Charles de Gaulle em Porto Novo,  no Benim. 

## Recordes
Antes desta competição, os recordes mundiais e do campeonato nesta prova eram os seguintes:
|                       | Nome                                                             | Nacionalidade   | Tempo     | Local   | Data                 |
| --------------------- | ---------------------------------------------------------------- | --------------- | --------- | ------- | -------------------- |
| Recorde mundial       | Tatyana Ledovskaya, Olga Nazarova Mariya Pinigina, Olha Bryzhina | União Soviética | 3m 15s 17 | Seul    | 1 de outubro de 1988 |
| Recorde do campeonato | Shade Abugan, Margaret Etim Bukola Abogunloko, Ajoke Odumosu     | Nigéria         | 3m 29s 26 | Nairóbi | 1 de agosto de 2010  |
| Recorde africano      | Olabisi Afolabi, Fatima Yusuf Charity Opara, Falilat Ogunkoya    | Nigéria         | 3m 21s 04 | Atlanta | 3 de agosto de 1996  |

Os seguintes recordes foram estabelecidos durante esta competição:
| Data       | Evento | Atleta                                                               | Nacionalidade | Tempo     | Notas                 |
| ---------- | ------ | -------------------------------------------------------------------- | ------------- | --------- | --------------------- |
| 1 de julho | Final  | Endurance Abinuwa, Omolara Omotosho Margaret Etim, Bukola Abogunloko | Nigéria       | 3m 28s 77 | Recorde do campeonato |

## Medalhistas
| Ouro                                                                               | Prata                                                                             | Bronze                                                                            |
| Nigéria · Endurance Abinuwa · Omolara Omotosho · Margaret Etim · Bukola Abogunloko | Botswana · Goitseone Seleka · Lydia Mashila · Oarabile Babolayi · Amantle Montsho | Senegal · Mame Fatou Faye · Amy Mbacke Thiam · Fatou Diabaye · Ndeye Fatou Soumah |

## Cronograma
Todos os horários são locais (UTC+1).
| Data       | Hora  | Evento |
| ---------- | ----- | ------ |
| 1 de julho | 17:15 | Final  |

## Resultado final
| Posição           | Raia | Nacionalidade | Atletas                                                                    | Tempo   | Notas                 |
| ----------------- | ---- | ------------- | -------------------------------------------------------------------------- | ------- | --------------------- |
| Medalha de ouro   | 8    | Nigéria       | Endurance Abinuwa, Omolara Omotosho, Margaret Etim, Bukola Abogunloko      | 3:28.77 | Recorde do campeonato |
| Medalha de prata  | 6    | Botswana      | Goitseone Seleka, Lydia Mashila, Oarabile Babolayi, Amantle Montsho        | 3:31.27 | Recorde nacional      |
| Medalha de bronze | 7    | Senegal       | Mame Fatou Faye, Amy Mbacke Thiam, Fatou Diabaye, Ndeye Fatou Soumah       | 3:31.64 |                       |
| 4                 | 4    | África do Sul | Rorisang Ramonnye, Estie Wittstock, Tsholofelo Thipe, Wenda Theron         | 3:33.21 |                       |
| 5                 | 3    | Libéria       | Phobay Kutu-Akoi, Raasin McIntosh, Angele Cooper, Kou Luogon               | 3:33.24 | Recorde nacional      |
| 6                 | 1    | Quênia        | Joyce Sakari, Catherine Nandi, Grace Kidake, Maureen Jelagat               | 3:35.06 |                       |
| 7                 | 2    | Etiópia       | Tigst Assefa, Wesene Belay, Mariet Mulugeta, Salam Abrhaley                | 3:41.10 |                       |
| 8                 | 5    | Gana          | Yvonne Amegashie, Jacqueline Ado Bludo, Rebecca Amponsah, Adelaide Nkrumah | 3:41.46 |                       |

Legenda
| Recorde mundial       | Recorde mundial (World record)               |                       | Recorde africano                      | Recorde africano (African) |                                           | Q | Classificado por posição (Qualified) |
| Recorde do campeonato | Recorde do campeonato (Championship record)  | Recorde da América    | Recorde da América (Americas)         | q                          | Classificado por melhor tempo (Qualified) |   |                                      |
| Melhor marca do ano   | Melhor marca do ano (World leading)          | Recorde asiático      | Recorde asiático (Asian)              | DNS                        | Não largou (Did not start)                |   |                                      |
| Recorde nacional      | Recorde nacional (National record)           | Recorde europeu       | Recorde europeu (European)            | DNF                        | Não terminou (Did not finish)             |   |                                      |
| Recorde pessoal       | Recorde pessoal do atleta (Personal best)    | Recorde da Oceania    | Recorde da Oceania (Oceania)          | DSQ / DQ                   | Desclassificado (Disqualified)            |   |                                      |
| Recorde da temporada  | Recorde da temporada do atleta (Season best) | Recorde sul-americano | Recorde sul-americano (South America) | NM                         | Sem marca (No mark)                       |   |                                      |